# Plestia

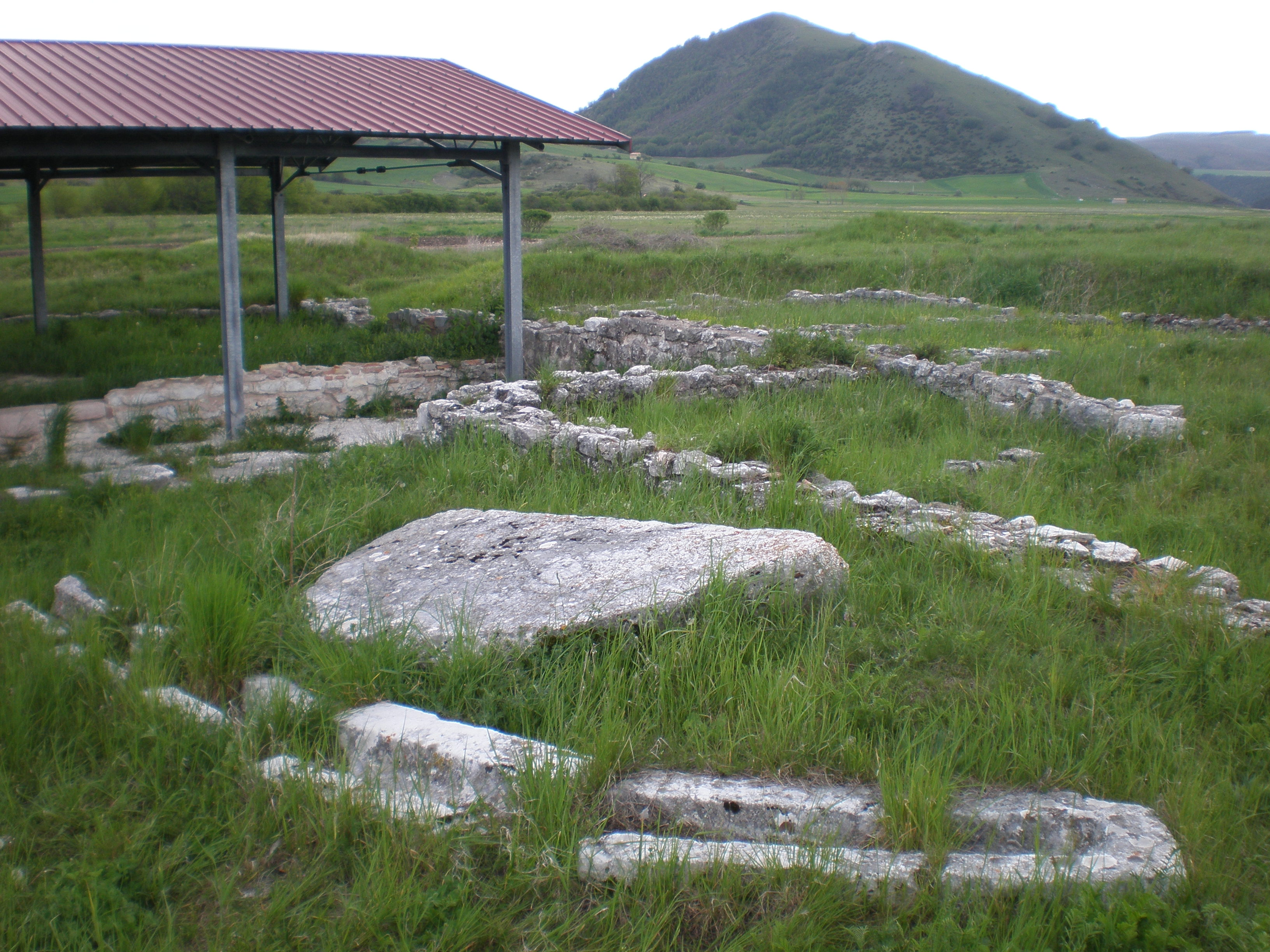
Archäologische Stätte in Plestia

Plestia war eine antike Stadt in der italienischen Region Umbrien. Sie lag in der Nähe des heutigen Colfiorito (Ortsteil der Gemeinde Foligno) auf einer Hochebene am Lacus Plestinus, einem in der Neuzeit trockengelegten See.
Plestia war ein römisches Municipium der Tribus Oufentina. In seiner Nähe siegte im Jahr 217 v. Chr. nach der Schlacht am Trasimenischen See die karthagische Reiterei über die römische. Auf ein Bistum der Stadt geht das Titularbistum Plestia der römisch-katholischen Kirche zurück. Plestia wurde im 10. Jahrhundert aufgegeben.
Ausgrabungen seit 1960 haben Reste von öffentlichen Gebäuden und Wohnhäusern aus römischer Zeit aufgedeckt, ferner ein Heiligtum aus vorrömischer Zeit sowie eine Siedlung aus der Eisenzeit.